# Статут Православної церкви України
Статут Православної церкви України (скорочено: Статут ПЦУ) — це внутрішній церковний документ на основі якого здійснює діяльність Православна церква України. Статут має вищу силу для всієї Церкви та її установ.
Право внесення змін та доповнень до Статуту має Помісний собор. Також він затверджує зміни до Статуту, внесені Архієрейським Собором виключно в дусі Томосу.
Архієрейський собору має право тлумачить та частково змінювати в дусі Патріаршого і Синодального Томосу 6 січня 2019 р., положення Статуту та забезпечує виконання його положень. Право тлумачити положення Статуту щодо Томосу має виключно Вселенський патріарх Константинополя.
Питання  не передбачені в Статуті ПЦУ та які потребують статутного регулювання, розглядаються змішаною Комісією, призначеною Вселенським патріархатом і Православною церквою України.

## Історія
Православна Церква Україна на своєму Архиєрейському Cоборі 24 травня 2023 р. ухвалила Статут (положення) про управління. Його було затверджено 27 липня на Київському соборі.